# Rondeslottet
Rondeslottet is een berg in Noorwegen. Het is de hoogste berg in Rondane en van de provincie Hedmark.